# ロールス・ロイス AE 3007

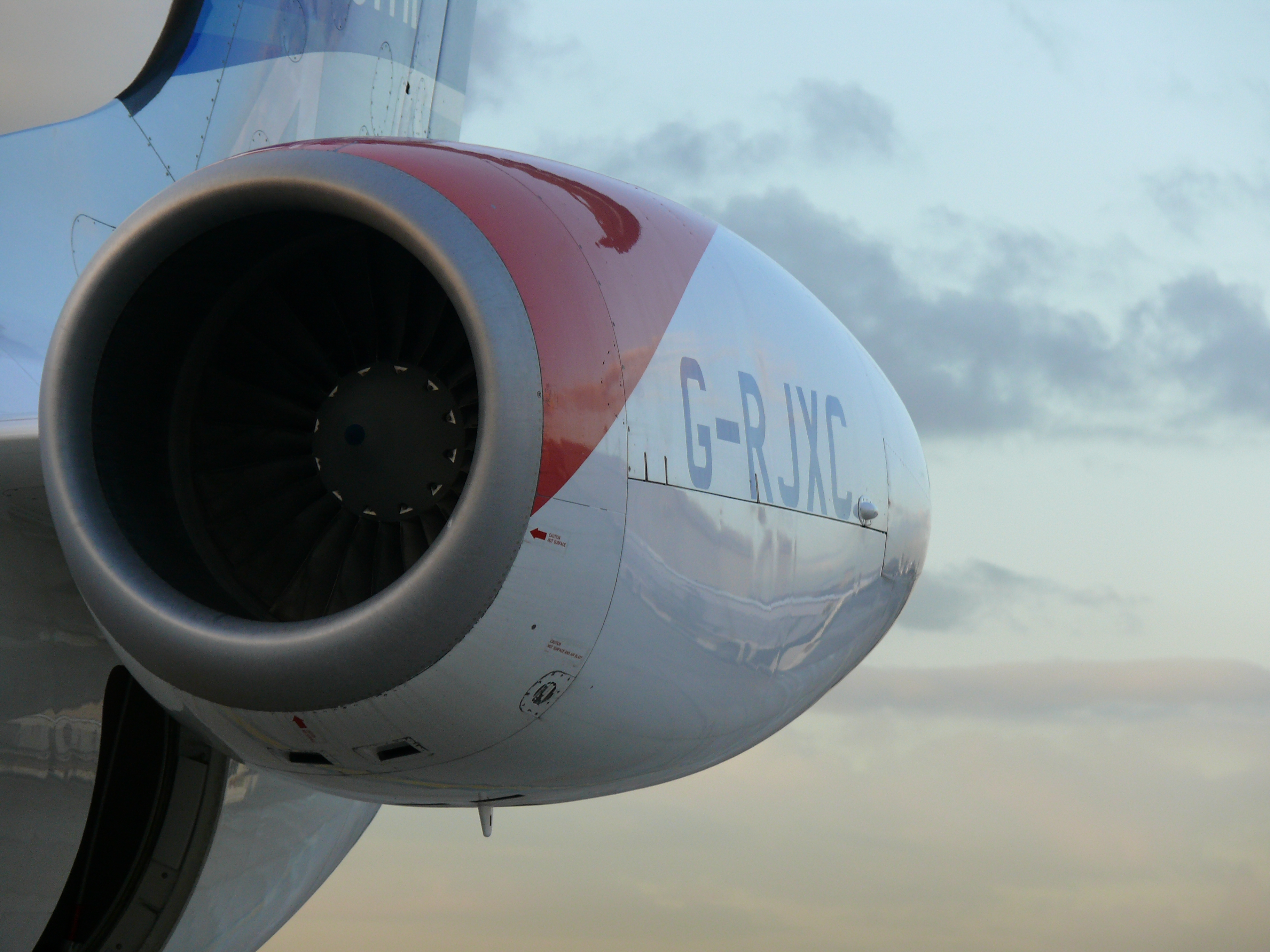
エンブラエル ERJ 145に搭載された AE 3007

ロールス・ロイス AE 3007 はロールス・ロイス ノースアメリカ（現:ロールス・ロイス・ホールディングス）によって生産されるターボファンエンジンである。軍用ではF137として識別される。

## 設計と開発
エンジンは9,440 lbf (42 kN)の推力を生み出す。ファン、14段の高圧圧縮機、2段の高圧タービンと3段の低圧タービンで構成される。共通のコアをAE 1107C-リバティー と AE 2100で共有する。

## 派生型
AE 3007C,C1,C2
セスナ サイテーション X 用
AE 3007H (F137)
ノースロップ・グラマン RQ-4 グローバルホークとMQ-4C トライトン用
AE 3007A, A1, A1/1, A1/3, A3, A1P, A1E, A2
エンブラエル ERJシリーズ用

## 搭載機
- セスナ サイテーション X
- エンブラエル ERJ 145
- エンブラエル・レガシー600
- エンブラエル R-99 (EMB 145)シリーズ
- ノースロップ・グラマン RQ-4 グローバル ホーク / MQ-4C トライトン
- ボーイング MQ-25 スティングレイ

## 仕様諸元  (AE 3007)
一般的特性
- 形式: ターボファン
- 全長: 106.5 in (2,705 mm)
- 直径: 38.5 in (978 mm)
- 乾燥重量: 1,585 lb (719 kg)

構成要素
- 圧縮機: 14段高圧軸流式圧縮機と単段ファン
- タービン: 2段高圧と3段低圧

性能
- 推力: 6,495–9,440 lbf (28.9–42.0 kN)
- 全圧縮比（英語版）: 18–20:1
- 空気流量: 240–280 lb/s (109–127 kg/s)
- タービン入口温度: 994℃
- 推力重量比: : 4.1–5.6

出典: 